# Sébastien Squillaci
Sébastien Squillaci [sebastjɑ̃ skilatʃi)], francoski nogometaš, * 11. avgust 1980, Toulon, Francija.
Squillaci je igral na položaju centralnega branilca, nazadnje je bil član francoskega prvoligaša SC Bastia. Zbral je 21 nastopov za francosko izbrano vrsto, tri tekme je odigral tudi za reprezentanco Korzike.

## Klubska kariera

### Monaco
Squillaci je svojo kariero pričel v lokalnem klubu Sporting Toulon in jo nadaljeval v monaškem prvoligašu AS Monaco. Potem ko se pri Monacu ni uspel ustaliti v prvi enajsterici, se ga je trener Claude Puel odločil posoditi korziškemu drugoligašu AC Ajaccio. Pri Ajacciu je Squillaci zablestel in postal eden najvidnejših posameznikov v moštvu.
Po Puelovem odhodu je na trenersko mesto Monaca sedel Didier Deschamps in Squillaci se je leta 2002 vrnil v monaški klub. V svoji prvi polni igralski sezoni v kneževini se je uveljavil kot prvi centralni branilec, z moštvom pa se je uvrstil na drugo mesto v francoskem prvenstvu in ob tem še slavil v francoskem pokalu (Coupe de la Ligue). Drugo mesto v prvenstvu je Monacu prineslo tudi mesto v Ligi prvakov, v kateri se je ekipa iz kneževina prebila vse do finala, v katerem so morali z 0-3 premoč priznati FC Portu. Squillaci je bil ključni mož predvsem v četrtfinalu, ko je dosegel zlata vreden gol v gosteh pri Real Madridu. Monaco je tedaj resda izgubil z 2-4, a je nato povratno tekmo dobil s 3-1 in se zaradi pravilo gola v gosteh uvrstil v polfinale. Tam so nato izločili še londonski Chelsea.

### Lyon
Po odhodu Deschampsa in samo 10. mestu v prvenstvu (Monaco je tako podrl desetletno tradicijo uvrščanja v evropske pokale) je Squillaci zapustil Monaco. Mediji so ga povezovali z različnimi klubi, naposled je podpisal štiriletno pogodbo s konkurentom Monaca za francoski naslov, klubom Olympique Lyonnais iz Lyona. Iz Lyona v Monaco je kot kompenzacija za Squillacija potoval Sylvain Monsoreau. 
V majici Lyona je Squillaci debitiral že v uvodnem kolu francoskega prvenstva 2006/07 in se hitro ustalil v branilskem paru z Brazilcem Crisom. Lyon je povsem dominiral francosko prvenstvo v tisti sezono in prvega tekmeca za sabo pustil za kar 17 točk.

### Sevilla
15. julija 2008 je medije obkrožila novica o Squillacijevi selitvi v Španijo k Sevilli. Odškodnina zanj naj bi znašala 5 milijonov funtov (ok. 6 milijonov evrov).  Squillaci je privolil v triletno sodelovanje. 

### Arsenal
19. avgusta 2010 je vodstvo Seville preko svoje spletne strani potrdilo, da je Arsenal posredoval ponudbo za Squillacija. Slednji je o možnosti prestopa v londonskega velikana izjavil: »Selitev v tako velik klub, kot je Arsenal, bi zame pomenila korak naprej.«  22. avgusta je nato Sevilla oznanila, da je ponudbo Arsenala sprejela in da je Squillaci tik pred odhodom v Anglijo, od katerega ga je ločil le še zdravniški pregled.  Squillaci je celo povedal, da je ponudbo s strani Arsèna Wengerja »nemogoče odkloniti.«  Wenger je prihod rojaka v klub potrdil 26. avgusta 2010. Odškodnina Sevilli naj bi znašala 4 milijone evrov.  Squillaci je v dresu topničarjev debitiral 11. septembra 2010, na prvenstveni tekmi na stadionu Emirates proti Bolton Wanderersom. 

## Reprezentančna kariera
Squillaci je od leta 2004 redno član francoske reprezentance, debitiral je na prijateljski tekmi proti izbrani vrsti Bosne in Hercegovine. Doslej je v dresu galskih petelinov zbral 20 nastopov. 

## Klubska statistika
Statistika nazadnje posodbljena dne: 11. september 2010.
| Klub              | Sezona           | Liga    | Liga | Pokal   | Pokal | Evropa  | Evropa | Skupaj  | Skupaj |
| Klub              | Sezona           | Nastopi | Goli | Nastopi | Goli  | Nastopi | Goli   | Nastopi | Goli   |
| ----------------- | ---------------- | ------- | ---- | ------- | ----- | ------- | ------ | ------- | ------ |
| Toulon            | 1997/98          | 6       | 0    | 0       | 0     | 0       | 0      | 6       | 0      |
| Toulon            | Skupaj           | 6       | 0    | 0       | 0     | 0       | 0      | 6       | 0      |
| Monaco B          | 1998/99          | 24      | 1    | 0       | 0     | 0       | 0      | 24      | 0      |
| Monaco B          | 1999/00          | 24      | 0    | 0       | 0     | 0       | 0      | 24      | 0      |
| Monaco B          | Skupaj           | 48      | 1    | 0       | 0     | 0       | 0      | 48      | 1      |
| Ajaccio (posojen) | 2000/01          | 36      | 2    | 1       | 0     | 0       | 0      | 37      | 2      |
| Ajaccio (posojen) | 2001/02          | 33      | 5    | 1       | 0     | 0       | 0      | 34      | 5      |
| Ajaccio (posojen) | Skupaj           | 69      | 7    | 2       | 0     | 0       | 0      | 71      | 7      |
| Monaco            | 2002/03          | 35      | 2    | 5       | 1     | 0       | 0      | 40      | 3      |
| Monaco            | 2003/04          | 27      | 5    | 3       | 0     | 11      | 1      | 41      | 6      |
| Monaco            | 2004/05          | 28      | 2    | 2       | 0     | 6       | 0      | 36      | 2      |
| Monaco            | 2005/06          | 27      | 2    | 3       | 0     | 6       | 1      | 36      | 3      |
| Monaco            | Skupaj           | 117     | 11   | 13      | 1     | 23      | 2      | 153     | 14     |
| Lyon              | 2006/07          | 28      | 3    | 4       | 0     | 5       | 0      | 37      | 3      |
| Lyon              | 2007/08          | 34      | 0    | 4       | 1     | 8       | 0      | 46      | 1      |
| Lyon              | Skupaj           | 62      | 3    | 8       | 1     | 13      | 0      | 83      | 4      |
| Sevilla           | 2008/09          | 33      | 0    | 2       | 0     | 3       | 0      | 38      | 0      |
| Sevilla           | 2009/10          | 16      | 1    | 9       | 0     | 6       | 2      | 31      | 3      |
| Sevilla           | Skupaj           | 49      | 1    | 11      | 0     | 9       | 2      | 69      | 3      |
| Arsenal           | 2010/11          | 3       | 0    | 0       | 0     | 2       | 1      | 5       | 1      |
| Arsenal           | Skupaj           | 3       | 0    | 0       | 0     | 2       | 1      | 5       | 1      |
| Skupaj v karieri  | Skupaj v karieri | 353     | 23   | 34      | 2     | 46      | 4      | 433     | 32     |

## Dosežki
- AC Ajaccio

- Ligue 2

- 1. mesto: 2001/02

- AS Monaco

- Coupe de la Ligue

- Zmagovalec: 2003

- Liga prvakov

- Finalist: 2004

- Olympique Lyonnais

- Ligue 1

- 1. mesto: 2006/07, 2007/08

- Trophée des Champions

- Zmagovalec: 2006

- Coupe de la Ligue

- Finalist: 2007